# Langschlag
Langschlag osztrák mezőváros Alsó-Ausztria Zwettli járásában. 2019 januárjában 1755 lakosa volt. 

## Elhelyezkedése

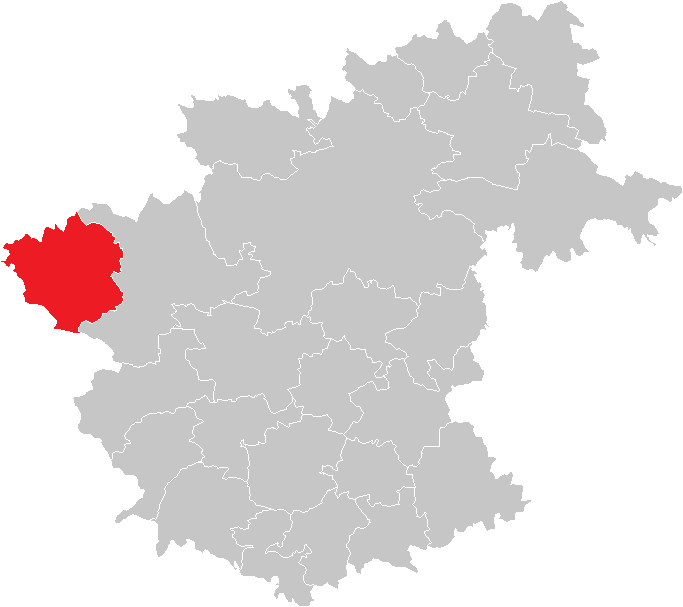
Langschlag a Zwettli járásban

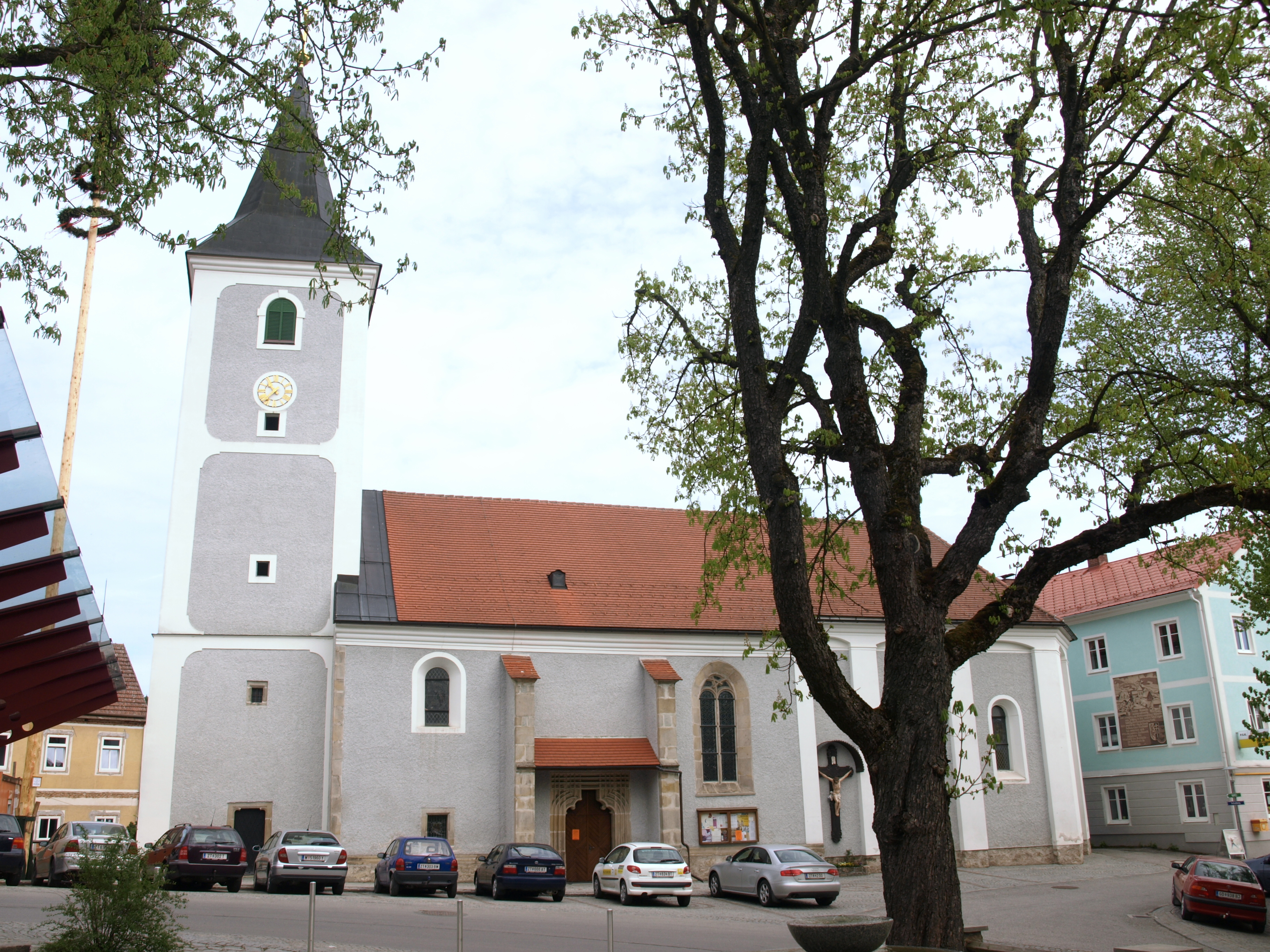
A Szt. István-plébániatemplom

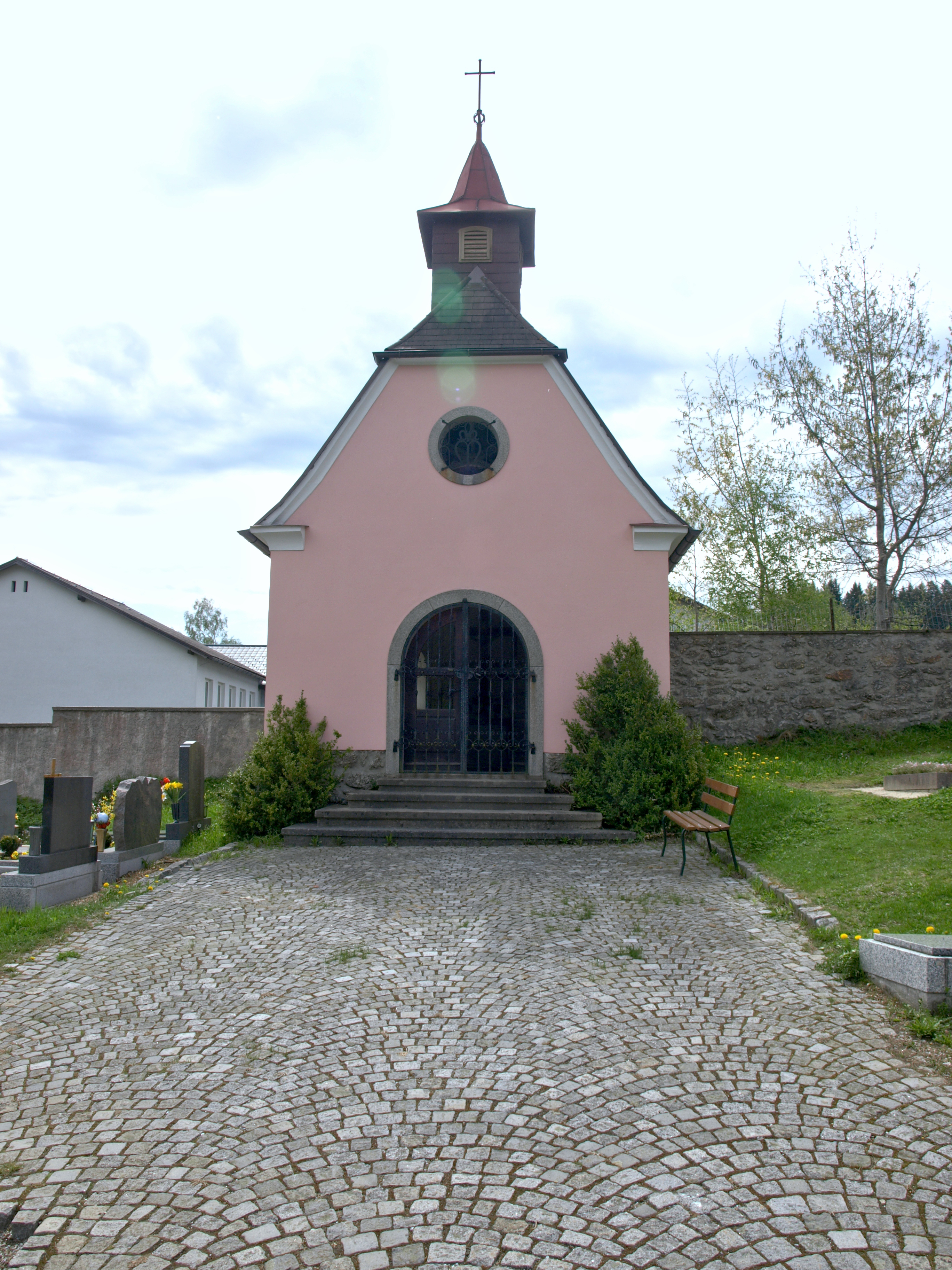
A temetői kápolna

Langschlag Alsó-Ausztria Waldviertel régiójában fekszik a Zwettl folyó mentén. Legnagyobb állóvize a Frauenwieserteich. Területének 52%-a erdő. Az önkormányzat 18 településrészt és falut egyesít: Bruderndorf (120 lakos 2019-ben), Bruderndorferwald (94), Fraberg (20), Kainrathschlag (93), Kasbach (43), Kehrbach (63), Kleinpertholz (84), Kogschlag (44), Langschlag (621), Langschlägerwald (155), Mittelberg (14), Mitterschlag (110), Münzbach (45), Reichenauerwald (30), Schmerbach (8), Siebenhöf (94), Stierberg (56) és Streith (61). A kataszteri közösségek Bruderndorf, Bruderndorferwald, Fraberg, Kainrathschlag, Kasbach, Kehrbach, Kleinpertholz, Kogschlag, Lamberg, Langschlag, Langschlägerwald, Mittelberg, Mitterschlag, Münzbach, Schmerbach, Siebenhöf, Stierberg és Streith.
A környező önkormányzatok: északra Bad Großpertholz, keletre Groß Gerungs, délnyugatra Liebenau (Felső-Ausztria).

## Története
Langschlagot először 1209-ben említik, amikor templomát a passaui püspök plébániatemplommá nyilvánította. 1255-ben Heinrich von Kuenring fegyveresei feldúlták a falut, jóvátételként átadta a Langschlagra vonatkozó ítélkezési jogát Meinard Troestelnek.
1556-ban egy oklevél már mezővárosként említi a települést. Az 1597-es parasztfelkelés két vezére is Langschlagból, illetve Mitterschlagból származott. A település ekkor nagyrészt protestáns volt, de a 17. század közepére az ellenreformáció következtében 680 lakosa visszatért a katolikus hithez. A harmincéves háború során 1619-ben a császári csapatok kifosztották. 
1850-ben felszámolták a feudális birtokrendszert, megalakult a községi önkormányzat és megválasztották az első polgármestert. 1860-ban tífusz-, 1872-ben pedig himlőjárvány sújtotta Langschlagot. 1882-ben a templom és 29 ház leégett; ekkor megalapították az önkéntes tűzoltóosztagot. 1923-ban Langschlag ismét megkapta a mezővárosi rangot. A második világháború után a szovjet megszállási zónához tartozott. 1967-ben a szomszédos Bruderndorf, Fraberg, Kainrathschlag, Langschlägerwald, Stierberg és Siebenhöf községeket egyesítették Langschlaggal. 

## Lakosság
A langschlagi önkormányzat területén 2019 januárjában 1755 fő élt. A lakosságszám 1869-ban érte el csúcspontját 2736 fővel, azóta lassú és többé-kevésbé folyamatos csökkenés tapasztalható. 2017-ben a helybeliek 98,4%-a volt osztrák állampolgár; a külföldiek közül 1,1% a régi (2004 előtti), 0,3% az új EU-tagállamokból érkezett. 2001-ben a lakosok 97,1%-a római katolikusnak, 1,4% pedig felekezeten kívülinek vallotta magát. 
A lakosság számának változása:

| 2016 | 1 801 |
| 2018 | 1 782 |

## Látnivalók
- a Szt. István-plébániatemplom 1526-1539 között épült
- a waldvierteli keskenyvágányú vasút
- szatócsmúzeum

## Fordítás
- Ez a szócikk részben vagy egészben  a   Langschlag (Niederösterreich) című német Wikipédia-szócikk ezen változatának fordításán alapul.  Az eredeti cikk szerkesztőit annak laptörténete sorolja fel. Ez a jelzés csupán a megfogalmazás eredetét és a szerzői jogokat jelzi, nem szolgál a cikkben szereplő információk forrásmegjelöléseként.